# Dmytro Antonovyč
Dmytro Antonovyč (ukrajinsky Антонович Дмитро Володимирович; 14. listopadu 1877 Kyjev – 12. října 1945 Praha) byl ukrajinský politik, diplomat a historik umění.

## Život
Dmytro Antonovyč navštěvoval gymnasium v Kyjevě a Charkovskou universitu. V letech 1894–1896 působil v ochotnickém divadelním souboru v obci Sidorivka. V letech 1900–1905 byl jedním ze zakladatelů Revoluční ukrajinské strany v Charkově a po roce 1905 byl členem Ukrajinské sociálně demokratické dělnické strany. Od roku 1912 učil dějiny umění na Kyjevské umělecké škole. Za první světové války byl v kontaktu s vídeňskou Unií pro osvobození Ukrajiny. Od roku 1917 byl členem a později generálním tajemníkem Ukrajinské ústřední rady, která deklarovala autonomii Ukrajiny. Ve stejném roce byl jedním ze zakladatelů Ukrajinské akademie umění. V ukrajinské vládě byl ministrem námořnictva (1917/1918), ministrem kultury (1918/1919) a později diplomatem v Římě (1919/1920).
Po odchodu z Ukrajiny do emigrace byl jedním ze zakladatelů, později rektorem Ukrajinské svobodné univerzity ve Vídni. Univerzita se roku 1921 přestěhovala do Prahy. V Praze se zasloužil o vybudování dalších ukrajinských emigrantských institucí, jako bylo Ukrajinské studio výtvarných umění, Ukrajinská historicko-filologická společnost (prezident) a Muzeum osvobozeneckého boje Ukrajiny (ředitel do roku 1945). Napsal řadu monografií o ukrajinském umění a zasazoval se o jeho začlenění do kontextu umění evropského. V letech 1928–30 a 1937–38 byl rektorem Ukrajinského studia výtvarných umění. Při bombardování Prahy v roce 1945 byla budova Ukrajinského muzea poškozena a část exponátů se dostala do fondů Slovanské knihovny. Po převratu v roce 1948 bylo Ukrajinské muzeum zrušeno. Sbírka přibližně milionu exponátů muzea byla z velké části zničena nebo se ztratila, a zbytky byly poté rozptýleny mezi Moskvou, Kyjevem a Prahou. V roce 1952 ukončilo svoji činnost i Ukrajinské studio výtvarných umění v Praze.
Zemřel v Praze krátce po skončení války 12. října 1945.

## Díla autora
- 1914 Estetychne vykhovannia Shevchenka (Ševčenkova estetická výchova)
- 1923 Ukraïns'ke mystetstvo (Ukrainské umění)
- 1925 Trysta rokiv ukraïns'koho teatru (1619–1919) (Tři sta let ukrajinského divadla [1619–1919])
- 1937 T. Shevchenko iak maliar (T. Ševčenko jako umělec)
- 1942 Deutsche Einflüsse auf die ukrainische Kunst (Německé vlivy v ukrajinském umění)